# Hạnh phúc đánh đổi
Hạnh phúc đánh đổi (Magkano Ba ang Pag-ibig?) là một bộ phim truyền hình Philipines trên GMA Network. Phim được sóng vào ngày 30 tháng 9 năm 2013 trên GMA Tại Việt Nam, bộ phim được phát sóng lúc 19h hàng ngày trên TodayTV từ ngày 22/5/2015.

## Phân vai

### Nhân vật chính
- Heart Evangelista vai Eloisa Aguirre-Buenaventura
- Sid Lucero vai Luciano Eustaquio "Lucio" Villasol / Chino Buenaventura
- Dominic Roco vai Roberto 'Bobby' Buenaventura Jr.
- Katrina Halili vai Margarita "Margot" Cruz-Buenaventura
- Alessandra De Rossi vai Geraldine "Gigi" Ramos-Buenaventura
- Ana Capri vai Lualhati 'Lua' Macaraeg-Buenaventura
- Isabel Oli vai Atty. Richelle Mangahas

### Nhân vật phụ
- Celia Rodriguez vai Doña Hilaria Vda. Buenaventura
- Pen Medina vai Alfonso 'Andoy' Aguirre
- Sharmaine Buencamino vai Loida Canlas-Aguirre
- Luz Valdez vai Rosing Villasanta
- Vangie Labalan vai Sonia Velasquez
- Mariel Pamintuan vai Isabelle Aguirre
- Bryan Benedict vai James Macaraeg Buenaventura
- Nicky Castro vai Ian Aguirre
- Angelo Ilagan vai Miguel Aguirre
- Rommel Padilla vai Oscar Quesada
- Tintin Ng vai Liling
- Girlie Sevilla vai Atty. De Mesa
- Menggie Cobarubias vai Atty. Pascual

## Giải thưởng và đề cử
| Năm  | Giải                         | Thể loại                  | Người nhận         | Kết quả |
| ---- | ---------------------------- | ------------------------- | ------------------ | ------- |
| 2014 | PMPC Star Awards for TV 2014 | Best Daytime Drama Series | Hạnh phúc đánh đổi | Đề cử   |